# Fearless (album)
Fearless från 11 november 2008 är Taylor Swifts andra studio album efter det självbetitlade debutalbumet.
The Fearless Tour gick från april 2009 till juli 2010 och fem sånger släpptes som singlar. Speciellt "Love Story" och "You Belong with Me" var mycket omtyckta på både country och popradion, och i USA spenderade Fearless 11 veckor på Billboard 200. Albumet har idag sålt över 12 miljoner kopior.
Efter konflikten i 2019 gällande äganderätten av Swifts första sex album, släppte Swift i 2021 en återinspelning av Fearless med namnet Fearless (Taylor's Version). Hon har sedan dess köpt tillbaka sin katalog och informerade om det i ett brev som hon den 30 maj 2025 publicerade på sin hemsida.

## Låtlista
| Nr           | Titel                                      | Kompositör                              | Längd |
| ------------ | ------------------------------------------ | --------------------------------------- | ----- |
| 1.           | Fearless                                   | Taylor Swift, Liz Rose, Hillary Lindsey | 4:01  |
| 2.           | Fifteen                                    | Swift                                   | 4:54  |
| 3.           | Love Story                                 | Swift                                   | 3:55  |
| 4.           | Hey Stephen                                | Swift                                   | 4:12  |
| 5.           | White Horse                                | Swift & Rose                            | 3:54  |
| 6.           | You Belong with Me                         | Swift & Rose                            | 3:51  |
| 7.           | Breathe (featuring Colbie Caillat)         | Swift & Colbie Caillat                  | 4:21  |
| 8.           | Tell Me Why                                | Swift & Rose                            | 3:20  |
| 9.           | You're Not Sorry                           | Swift                                   | 4:21  |
| 10.          | The Way I Loved You                        | Swift & John Rich                       | 4:06  |
| 11.          | Forever & Always                           | Swift                                   | 3:46  |
| 12.          | The Best Day                               | Swift                                   | 4:07  |
| 13.          | Change                                     | Swift                                   | 4:40  |
| 16.          | Should've Said No (Internationell Version) | Swift                                   | 4:08  |
| Total längd: | Total längd:                               | Total längd:                            | 53:30 |

| 1.           | Jump Then Fall                                                               | 3:56    |
| 2.           | Untouchable                                                                  | 5:11    |
| 3.           | Forever & Always (Piano Version)                                             | 4:27    |
| 4.           | Come In With The Rain                                                        | 3:58    |
| 5.           | SuperStar                                                                    | 4:21    |
| 6.           | The Other Side Of The Door                                                   | 3:58    |
| 7.           | Fearless                                                                     | 4:01    |
| 8.           | Fifteen                                                                      | 4:54    |
| 9.           | Love Story                                                                   | 3:55    |
| 10.          | Hey Stephen                                                                  | 4:12    |
| 11.          | White Horse                                                                  | 3:54    |
| 12.          | You Belong with Me                                                           | 3:51    |
| 13.          | Breathe (feat. Colbie Caillat)                                               | 4:23    |
| 14.          | Tell Me Why                                                                  | 3:20    |
| 15.          | You're Not Sorry                                                             | 4:21    |
| 16.          | The Way I Loved You                                                          | 4:06    |
| 17.          | Forever & Always                                                             | 3:46    |
| 18.          | The Best Day                                                                 | 4:07    |
| 19.          | Change                                                                       | 4:40    |
| 20.          | Change (Video)                                                               | 3:47    |
| 21.          | The Best Day (Video)                                                         | 4:34    |
| 22.          | Love Story (Video)                                                           | 3:54    |
| 23.          | White Horse (Video)                                                          | 4:03    |
| 24.          | You Belong With Me (Video)                                                   | 4:37    |
| 25.          | Love Story (On The Set-Behind The Scenes)                                    | 22:00   |
| 26.          | White Horse (On The Set-Behind The Scenes)                                   | 22:00   |
| 27.          | You Belong With Me (On The Set-Behind The Scenes)                            | 20:45   |
| 28.          | Fearless Tour Behind The Scenes exclusive photos (Photos by brother, Austin) | 10:42   |
| 29.          | Fearless Tour (Behind The Scenes at the First Show webisode)                 | 10:41   |
| 30.          | Thug Story (Music Video featuring T-Pain)                                    | 1:26    |
| Total längd: | Total längd:                                                                 | 2:13:53 |

## Singlar
- Love Story
- White Horse
- You Belong With Me
- Fifteen
- Fearless